# Канфора, Бруно
Бру́но Ка́нфора (итал. Bruno Canfora; 6 ноября 1924, Милан — 4 августа 2017, Пьегаро, Умбрия) — итальянский композитор, дирижёр и аранжировщик.

## Биография
Канфора родился в Милане. В раннем возрасте изучал фортепиано, затем учился игре на гобое в консерватории имени Джузеппе Верди в Милане. Во время Второй мировой войны он дал несколько концертов со своей группой в Триесте. После войны он переехал в Турин и стал дирижёром оркестра Кастеллино Данце.
Помимо сочинения партитур для телевизионных программ и фильмов, Канфора известен своей работой в области поп-музыки, особенно сотрудничеством с Миной, для которой он сочинил такие песни, как «Due note», «Brava», «Un bacio é troppo poco», «Mi sei scoppiato dentro il cuore», «Sono come tu mi vuoi» и «Vorrei che fosse amore» (последние две также были переведены на другие языки, например, на испанский, последняя также на французский). В 1960-х он гастролировал с Миной по Японии и написал для неё хит в этой стране «Anata To Watashi».
Он также сочинял песни для Риты Павоне, Орнеллы Ванони, Ширли Бэсси и близнецов Кесслер. Песня «La Vita» на фестивале в Сан-Ремо принесла ему международный успех и стала фирменной песней Ширли Бэсси в роли «This Is My Life».
Канфора был дирижёром на музыкальном фестивале в Сан-Ремо в 1961, 1988 и 1993 годах. Он был музыкальным руководителем на конкурсе песни «Евровидение-1991», который проходил в Риме.
Канфора скончался 4 августа 2017 года в Пьегаро, Италия, в возрасте 92 лет.